# Erito
Nella mitologia greca, Erito o Eurito, dal greco Ἐρυτος era uno dei  figli di Ermes.

## Il mito
Eurito, figlio del divino Ermes avuto con Antianira, era il fratello gemello di Echione.

### La spedizione degli Argonauti
Eurito Secondo Apollonio Rodio, ed altre fonti minori, partecipò alla spedizione degli argonauti, il viaggio per il recupero del vello d'oro a cui capo vi era Giasone, ma nel mito non vi sono tracce significanti del suo ruolo in quelle avventure.

### Fonti
- Pindaro, Pitica 4.180
- Ovidio, Metamorfosi 8.311

### Moderna
- Anna Ferrari, Dizionario di mitologia ISBN 88-02-07481-X